# キャプテンKen
『キャプテンKen』（キャプテンケン）は、手塚治虫による日本のSF漫画。『週刊少年サンデー』（小学館）において、1960年から1961年まで連載された。『週刊少年サンデー』への手塚の掲載作品としては『スリル博士』『0マン』に次いで3作目に当たる。
未来の火星を舞台として西部劇風の生活様式が設定され、火星の重力が地球よりやや弱いことを利用したアクションも展開された。主人公の出自が作品のキーとなっており、その謎解きが物語をクライマックスに向かってけん引していく。

## あらすじ
21世紀のはじめ、火星は地球の植民地となる。火星には地球人と昆虫を合わせたような、不思議な外見を持つ先住民族が生活していたが、移民たちは彼らを暴力で追いやり、開拓地を広げていった。火星の風景は西部の荒野にそっくりであったため、入植者たちは開拓時代の西部を真似た暮らしを始め、やがてそれが火星の生活文化として根付いた。砂埃が激しいために車は役に立たず、そのためロボット馬が主な移動手段となる。警察は存在するもののあまり力がなく、土地を奪われ追いやられた火星人が襲撃を繰り返すため、個人に拳銃などの武器を携行することが認められていた。
入植開始から200年後、火星の星野農場の一人息子・星野マモルは、農場に住むことになった遠縁の親戚・水上ケンを迎えに行く途中、火星の原住民・モロ族に襲われ、ロボット馬・アローに乗ったキャプテン・ケンと名乗る少年に救われる。マモルはキャプテン・ケンが水上ケンではないかと考えるが、後から星野農場を訪れた水上ケンはマモルと同年代の少女だった（以下、キャプテン・ケンは「ケン」、水上ケンは「水上ケン」と記す）。だが、水上ケンの顔立ちはキャプテン・ケンにそっくりだった。

## 登場人物
キャプテン・ケン
日の丸付きの鉢巻を締めた謎の少年。火星の原住民である火星人に味方し、横暴な地球人に立ち向かう。水上ケンと顔がそっくり。「少年サンデー」連載版の設定では2252年生まれの12歳。
星野マモル
主人公で星野農場の息子。心根のまっすぐな少年。キャプテン・ケンと関わることにより火星人が不当に迫害されていることを知り、火星人に対する認識を改めてゆく。水上ケンがキャプテン・ケンではないかと疑っている。
水上ケン
星野家の遠縁の少女。地球で育ったが近しい身寄りがなくなったため遠縁である星野家に引き取られることになる。しとやかな少女。
マモルの父
農場を経営している。穏やかで心優しい好人物。
アロー
キャプテン・ケンのロボット馬。キャプテン・ケンを助ける賢く頼りになる相棒。
グローリィ
マモルのロボット馬。
パピリヨン
火星人の部族、モロ族の娘。キャプテン・ケンを慕っている。
デブン知事
ヘデス運河区の知事。火星人を重労働させ、搾取している。
ダブル
デブン知事の息子。親の威をかりて威張っている乱暴者。
ランプ
デブン知事の用心棒。火星撃ちができる3人のうちの一人。
スラリー
火星の総統。

## 作中の設定等について
元はキャプテン・ケンの正体は水上ケンにする予定だったが『リボンの騎士』の読者たちから「キャプテン・ケンの正体は水上ケンだろう」という手紙が殺到したため現在のオチになった、と手塚は後に語っている。連載期間中に「キャプテン・ケンの正体は誰か? 」という懸賞が行われた。4万通近くの応募者の中で正解したのは4名だけだった。そのうちの一人は虫プロダクションにアニメーターとして入社してきたという後日談がある（『手塚治虫漫画全集』版単行本「あとがき」より）。
前作の『0マン』ほどには読者の人気は出なかった、と手塚は『手塚治虫漫画全集』版単行本の「あとがき」で述べている。
『少年サンデー』連載版ではラストの星野マモルのセリフが単行本とは異なり、ケンの父親が誰かという点が明確ではなかった。
ケンのコスチュームに「日の丸」が強調されたり、火星においては地球の国ごとのアイデンティティが希薄化しているという描写について、社会学者の桜井哲夫は手塚なりのナショナリズムの反映という指摘を述べている（出典：『手塚治虫 時代と切り結ぶ表現者』講談社現代新書、1990年、）。

## 初出
- 『週刊少年サンデー』1960年12月18日号 - 1961年8月20日号連載

## 単行本
- 手塚治虫漫画選集『キャプテン・ケン』（鈴木出版）全3巻
- 虫コミックス『キャプテン・Ken』（虫プロ商事）全2巻
- 手塚治虫漫画全集『キャプテンKen』（講談社）全2巻
- 小学館文庫『キャプテンKen』（小学館）全1巻
- 小学館叢書『キャプテンKen』（小学館）全1巻
- 秋田文庫『キャプテンKen』（秋田書店）全1巻
- 手塚治虫文庫全集『キャプテンKen』（講談社）全1巻

2012年2月に、『週刊少年サンデー』掲載時をそのまま復刻した限定版BOXが、小学館クリエイトから刊行された。（ただし、セリフの変更があるので、厳密に言えば掲載時そのままではない）。

## アニメ化企画（実現せず）
虫プロダクション・手塚プロダクションに在籍した真佐美ジュンは、1972年頃に本作のアニメ化を企画していたことを自身のブログで明らかにしている。